# Емили Дешанел
Емили Ерин Дешанел (на английски: Emily Deschanel) е американска актриса и телевизионен продуцент.
Играе доктор Темперънс „Кости“ Бренън в комедийно-криминалния сериал „Кости“.

## Ранни години
Дешанел е родена в Лос Анджелис, Калифорния, на 11 октомври 1976 г. Родителите ѝ са кинооператорът Кейлъб Дешанел (номиниран за Оскар) и актрисата Мери Джо Дешанел. Има по-малка сестра – Зоуи Дешанел – актриса, модел и композитор. Майка ѝ е от ирландско-американски произход, но дядо ѝ по бащина линия е от френски произход. Емили е правнучка на 11-ия президент на Франция – Пол Дешанел.
Израснала е в Италия, Канада, Франция, Югославия, Англия и Южна Африка.

## Кариера
Прави своя дебют във филма „Два милиона бакшиш“. Следващата ѝ по-забележима роля е в „Червената роза“ от 2002 г. Следват участия в „Студена планина“, „Аламо“ и „Пътят към славата“.
След участието ѝ в „Бугимен“ през 2005 г., се превъплътява в ролята на доктор Темперънс „Кости“ Бренън в сериала „Кости“, базиран по истинския живот на съдебния антрополог – Кати Рикс. За тази си роля Емили печели две последователни години (през 2009 и 2010 г.) награда „Еми“ за главна женска роля в драматичен сериал. От началото на трети сезон на сериала Дешанел е помощник-продуцент, а от средата на четвърти сезон е продуцент. През шестия сезон на сериала прави и своя дебют като режисьор.

## Личен живот
Емили е вегетарианка и отдаден защитник на правата на животните.
Омъжва се на 25 септември 2010 г. за сценариста и актьор Дейвид Хорнсби. На 31 март 2011 г. двойката обявява, че очаква своето първо дете по-късно през същата година. На 21 септември 2011 г. ѝ се ражда син на име Хенри Хорнсби.